# 스테비오사이드
스테비오사이드(stevioside) 또는 스테비올 배당체(steviol glycosides)는 스테비아의 잎에 들어 있는 단맛이 나는 감미료이다. 내열성, 내산성, 내알칼리성을 갖고 있으며 발효가 일어나지 않는다.
1971년 일본의 모리타 화학 공업에서 최초로 상품화하였으며 이후 일본에서 수십 년간 사용됐다.
설탕과 같은 자당의 300배의 단맛을 내며 섭취 시 혈당에 영향을 주지 않기 때문에 당뇨병 환자의 식이요법으로써 주목받고 있다.

## 안전성
1985년의 연구결과에서 돌연변이 유발 가능성이 보고되었으나, 증류수 또한 돌연변이를 일으킬 수 있기 때문에 연구 절차를 다루는 과정에 비판을 받았다.
최근의 연구결과에서는 스테비올과 그 배당체의 안전성이 확립되었다.
2006년 세계보건기구에서는 기존의 연구결과들을 검토하여 스테비아 추출물들이 동물과 사람에게 유전독성을 일으키지 않으며, 스테비올와 그 산화 유도체에서 나타난 유전독성은 생체 외에서는 일어나지만 생체 내에서 일어나지 않는다고 결론을 내렸다.또한, 스테비오사이드의 발암유발은 증거가 없음을 밝혀냈으며, 추가로 스테비오사이드가 고혈압과 일부 당뇨병 증상을 호전시킬 수 있음에 대해서도 암시하였다.
그러나 적정 섭취량에 대해서는 추가 연구가 필요하다고 결론을 내렸다.

## 같이 보기
- 감미료